# Acropora ocellata
Acropora ocellata är en korallart som först beskrevs av Carl Benjamin Klunzinger 1879.  Acropora ocellata ingår i släktet Acropora och familjen Acroporidae. IUCN kategoriserar arten globalt som otillräckligt studerad. Inga underarter finns listade i Catalogue of Life.